# NGC 4491
NGC 4491 is een balkspiraalstelsel in het sterrenbeeld Maagd. Het hemelobject werd op 15 maart 1784 ontdekt door de Duits-Britse astronoom William Herschel.

## Synoniemen
- UGC 7657
- MCG 2-32-107
- ZWG 70.140
- VCC 1326
- IRAS 12284+1145
- PGC 41376